# Бадолато, Александер
Александер Филип Бадолато (англ. Alexander Phillip Badolato; род. 23 февраля 2005, Австралия) — австралийский футболист, нападающий клуба «Уэстерн Сидней Уондерерс».

## Клубная карьера
Бадолато — воспитанник клубов «Сильвания Хайтс», «Сатерленд Шаркс» и «Уэстерн Сидней Уондерерс». 10 ноября 2021 года в поединке Кубка Австралии против «Бродмидоу Мэджик» Александер дебютировал за основной состав последнего. 20 ноября в матче против «Сиднея» он дебютировал в А-Лиге.

## Международная карьера
В 2023 году в составе молодёжной сборной Австралии Бадолато принял участие в молодёжном Кубке Азии в Узбекистане. На турнире он сыграл в матчах против команд Вьетнама, Ирана, Катара и Узбекистана. В поединке против катарцев Александер забил гол.

## Достижения
Международные
 Австралия (до 20)
- Победитель молодёжного Кубка Азии — 2025